# Gracie Elvin
Gracie Elvin (Canberra, 31 d'octubre de 1988) és una ciclista australiana, professional des del 2012, actualment milita a l'equip Orica-Scott. S'ha proclamat dos cops campiona nacional en ruta.

## Palmarès
- 2012
  -  Campiona d'Oceania en ruta
- 2013
  -  Campiona d'Austràlia en ruta
- 2014
  -  Campiona d'Austràlia en ruta
- 2015
  - 1a a la Gooik-Geraardsbergen-Gooik
  - Vencedora d'una etapa a la Volta a Turíngia
- 2016
  - 1a a la Gooik-Geraardsbergen-Gooik